# Verbania
Verbania egy Észak-Olaszországban fekvő város, a Lago Maggiore mellett, a Piemont régióban. 1939-ben jött létre Verbania városa Intra és Pallanza városok egyesülésével. 1992 óta a város Verbano-Cusio-Ossola megye székhelye.
Szomszédos települések: Arizzano, Baveno, Cambiasca, Cossogno, Ghiffa, Gravellona Toce, Laveno-Mombello, Mergozzo, Miazzina, San Bernardino Verbano, Stresa,   Vignone.

## Történelem
A község a 20. század első felében jött létre, a fasizmus alatt. 1927-ben Trobaso és Zoverallo községeket Intrához csatolták, Cavandonét es Sunát pedig Pallanzához. 1929-ben Unchio település Intra részévé vált, majd végül 1939-ben Intra és Pallanza községeket egyesítették. Innentől kezdve lett a Verbania név ezé a területé, aminek akkor még nem voltak pontosan meghatározva a határai.
1944. június 20-án 43 partizánt lőttek agyon az SS tisztjei, miután arra kényszerítették őket, hogy mezítláb vonuljanak át Intrán, Pallanzán és Sunán. Egy „Ezek Olaszország felszabadítói vagy banditák?” feliratú tábla előzte meg a menetet. Egy partizán túlélte az eseményt, mert halottnak hitték. Ennek az eseménynek az emlékére építették a Parco della Memoria e della Pacét (Emlékezés és Béke Parkja) és az Ellenállás Házát.

## Híres emberek
- Itt élt 2017-ben bekövetkezett haláláig Emma Morano (1899–2017), 2016-tól haláláig a világ legidősebb embere.

## Testvérvárosok
- Franciaország Bourg-de-Péage
- Horvátország Crikvenica
- Egyesült Királyság East Grinstead
- Németország Mindelheim
- Spanyolország Sant Feliu de Guíxols
- Ausztria Schwaz
- Olaszország Spinazzola
- Olaszország Termeno
- Románia Piatra Neamt

### Fordítás
- Ez a szócikk részben vagy egészben  a   Verbania című olasz Wikipédia-szócikk fordításán alapul.  Az eredeti cikk szerkesztőit annak laptörténete sorolja fel. Ez a jelzés csupán a megfogalmazás eredetét és a szerzői jogokat jelzi, nem szolgál a cikkben szereplő információk forrásmegjelöléseként.